# 丁集镇 (项城市)
丁集镇，是中华人民共和国河南省周口市項城市下辖的一个乡镇级行政单位。

## 行政区划
丁集镇下辖以下地区：
东街村、西街村、南街村、北街村、沈庄村、下楼村、桥口村、关庄村、田寨村、任楼村、徐营村、王李桥村、闫庄村、河北村、李庄村、索庄村、龙王庙村、邵庄村、李楼村、土屯村、大田营村、田庙村、王官桥村、石楼村、刘堂村、陈营村、鸽子楼村、王楼村、戴桥村和霍庄村。